# Phthonoloba fasciata
Phthonoloba fasciata là một loài bướm đêm trong họ Geometridae.